# Volontà generale
La volontà generale è per Jean-Jacques Rousseau un'idea, una verità oggettivamente esistente insita in ogni uomo al di là del fatto che esso la percepisca o meno. Il compito di ogni individuo è di scoprirla, e una volta riuscitoci egli non può rifiutarsi con onestà di seguirla.

## Nella filosofia politica
La coscienza della volontà generale da parte del cittadino gli permette di liberarsi da ogni vincolo causato dalle considerazioni, dagli interessi, dalle preferenze, dai pregiudizi, individuali o collettivi che possono fuorviarlo nella scelta di ciò che è il vero e il buono oggettivo, che esso deve volere, poiché sono nella sua natura; e partendo da ogni singolo uomo questo principio si deve applicare ugualmente alla popolazione.
La volontà generale diventa quindi una questione di moralità; il suo fine è quello di indurre l'uomo e anche il popolo a scegliere la libertà, anzi di costringerli ad essere liberi; così essa raggiungerà il suo fine, che è quello di educare gli uomini ad accettare la volontà generale senza che essa susciti in loro alcun senso di costrizione, e di cancellare dalla natura umana ogni forma di egoismo, per raggiungere così l'unanimità e l'armonia.
Così l'individualismo verrà cancellato e sostituito dal collettivismo, poiché ogni uomo rinuncerà a qualunque suo diritto personale per metterlo a disposizione di tutti gli altri, che a loro volta faranno lo stesso; in tal modo si realizzerà la volontà generale che guiderà la nazione. Infatti al popolo sovrano e "illuminato" spetterà il controllo dello Stato ed ogni decisione verrà presa dalla volontà generale, che però potrà decretare solo leggi che siano a vantaggio della collettività e non danneggino nessuno; poiché nell'idea politica di Rousseau nessuno gode di privilegi ed ha una posizione di superiorità rispetto agli altri.
Questo permette di raggiungere l'armonia assoluta, poiché in questo stato scompaiono i crimini, le liti e ogni azione che potrebbe danneggiare lo stato, dato che il cittadino che non rispetta la legge va contro decisioni che sono a suo vantaggio e che lui stesso ha preso, e ciò non avrebbe senso. Il popolo è quindi la massima autorità statale; tuttavia, il compito di controllare che la volontà generale sia rispettata non è suo, bensì di un ristretto numero di persone che hanno il nome di "magistrati", i quali però fanno sempre parte del popolo e non sono in alcun modo superiori ad esso.

## Conseguenze e critiche
Rousseau si dimostra dunque un acceso sostenitore della democrazia diretta, personalmente esercitata dai cittadini riuniti in assemblea, seguendo l'esempio della sua città natale, Ginevra. Tuttavia questa forma di governo è stata considerata, da alcuni commentatori, sia difficile da attuare – specialmente in nazioni molto popolate – sia per certi aspetti pericolosa, poiché contiene alcuni elementi teorici ambigui che fanno pensare ad un regime totalitario, come per esempio il fatto che l'individuo può essere forzato a scoprire la volontà generale, o che una volta stabilita quest'ultima non sia ammessa nessuna forma di critica o di dissenso.